# Cryptanusia aureiscutellum
Cryptanusia aureiscutellum är en stekelart som först beskrevs av Girault 1926.  Cryptanusia aureiscutellum ingår i släktet Cryptanusia och familjen sköldlussteklar. Inga underarter finns listade i Catalogue of Life.